# Église protestante de Charleroi
Cet article concerne la communauté chrétienne. Pour le lieu de culte, voir Temple protestant de Charleroi.
L'Église protestante de Charleroi est une communauté chrétienne protestante réformée et confessante, membre de l'Église protestante unie de Belgique, dont le lieu de culte est situé au Boulevard Audent, au cœur de la ville de Charleroi. Elle se réclame des trois affirmations centrales du message de la Réforme : l'autorité souveraine de la Bible, le salut par la Grâce, et le sacerdoce universel des croyants.

## Histoire

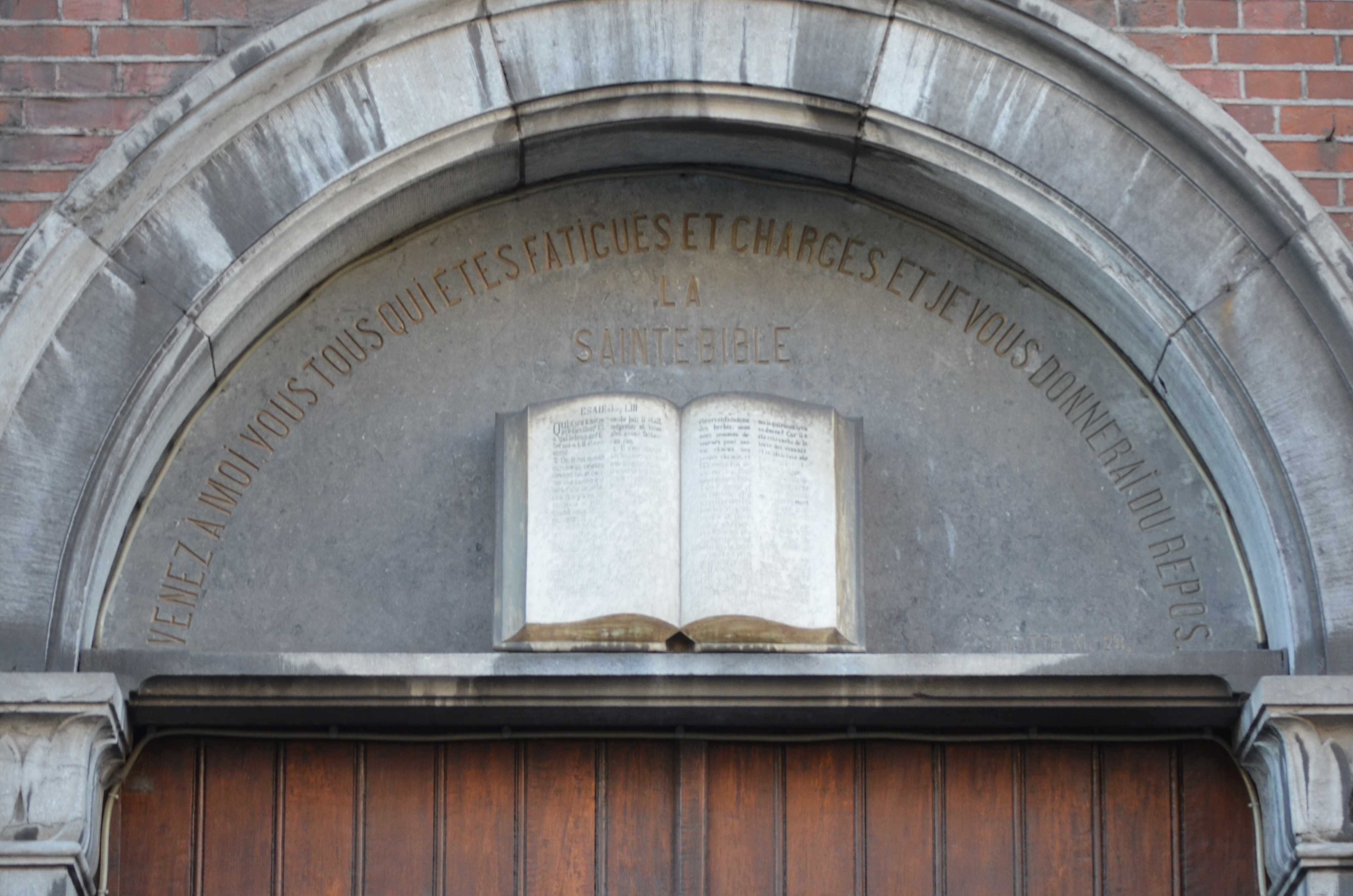
Tympan de l'entrée de l'église édifiée par l'architecte Dubois, sur les anciens remparts, en 1880.

La présence protestante dans la région remonte au XVIe siècle. Le seigneur de Loverval, Philippe de Marbais, est un des principaux représentants de la cause évangélique dans les provinces wallonnes. Les persécutions des autorités espagnoles ont cependant contraint les protestants wallons à l'exil, vers les Pays-Bas, l'Allemagne, notamment Francfort et Wesel, l'Angleterre et la Suède. Au XVIIIe siècle, Charleroi abrite une des églises de la barrière. À l'époque du royaume uni des Pays-Bas, une première église est organisée. Elle se réunit dans la chapelle de la forteresse ou dans les locaux du Tribunal de première instance. Dans les années suivent l’indépendance de la Belgique, des missionnaires sont envoyés par la British Bible Society pour les ouvriers de la métallurgie entreprirent faire connaitre l’évangile dans la région de Charleroi. En octobre 1841, les premières communautés de la Société Evangélique Belge sont établies à Charleroi, Couillet, Roux et à Jumet, par le pasteur genevois, Edouard Panchaud, et par l’évangéliste français, Constant-Joseph Dupont, ce dernier étant entré en contact avec le prédicateur revivaliste genevois, Henri Pyt. Léonard Anet, ancien étudiant à l'Ecole de l'Oratoire de Genève, est le premier pasteur de la nouvelle Eglise de Charleroi en 1842, avant d’exercer, de 1856 à 1883, les fonctions de Secrétaire général de la Société Évangélique Belge. Le deuxième pasteur de Charleroi, Georges Poinsot, était un ancien élève de Jean-Henri Merle d’Aubigné au sein de l’Ecole de théologie de l’Oratoire à Genève. Une communauté est fondée dans le cadre de l'Eglise Chrétienne Missionnaire Belge. Elle grandit en nombre avec l'arrivée du pasteur Georges Poinsot, en 1843. Une première église fut inaugurée sur la Place Verte, en 1851 (actuellement Place Albert Ier), mais elle se révéla trop petite. L'église actuelle fut inaugurée en 1880, sur les anciens remparts de la ville. D'autres lieux de culte sont créés dans la région. Le XXIe siècle est marqué par le rassemblement des différentes communautés protestantes dans le cadre de la Pastorale évangélique et par le développement de relations fraternelles avec l'église catholique[réf. à confirmer].

## Personnalités
- Georges Poinsot : pasteur dans le Pays de Charleroi.
- Willy Ernst : résistant pendant la Première Guerre mondiale.
- Georg Fritze : pasteur, socialiste religieux et résistant antifasciste.